# Grande Enneille
Grande Enneille is een plaats van de deelgemeente Grandhan van de Belgische gemeente Durbuy. Grande Enneille ligt in de provincie Luxemburg

## Bezienswaardigheden

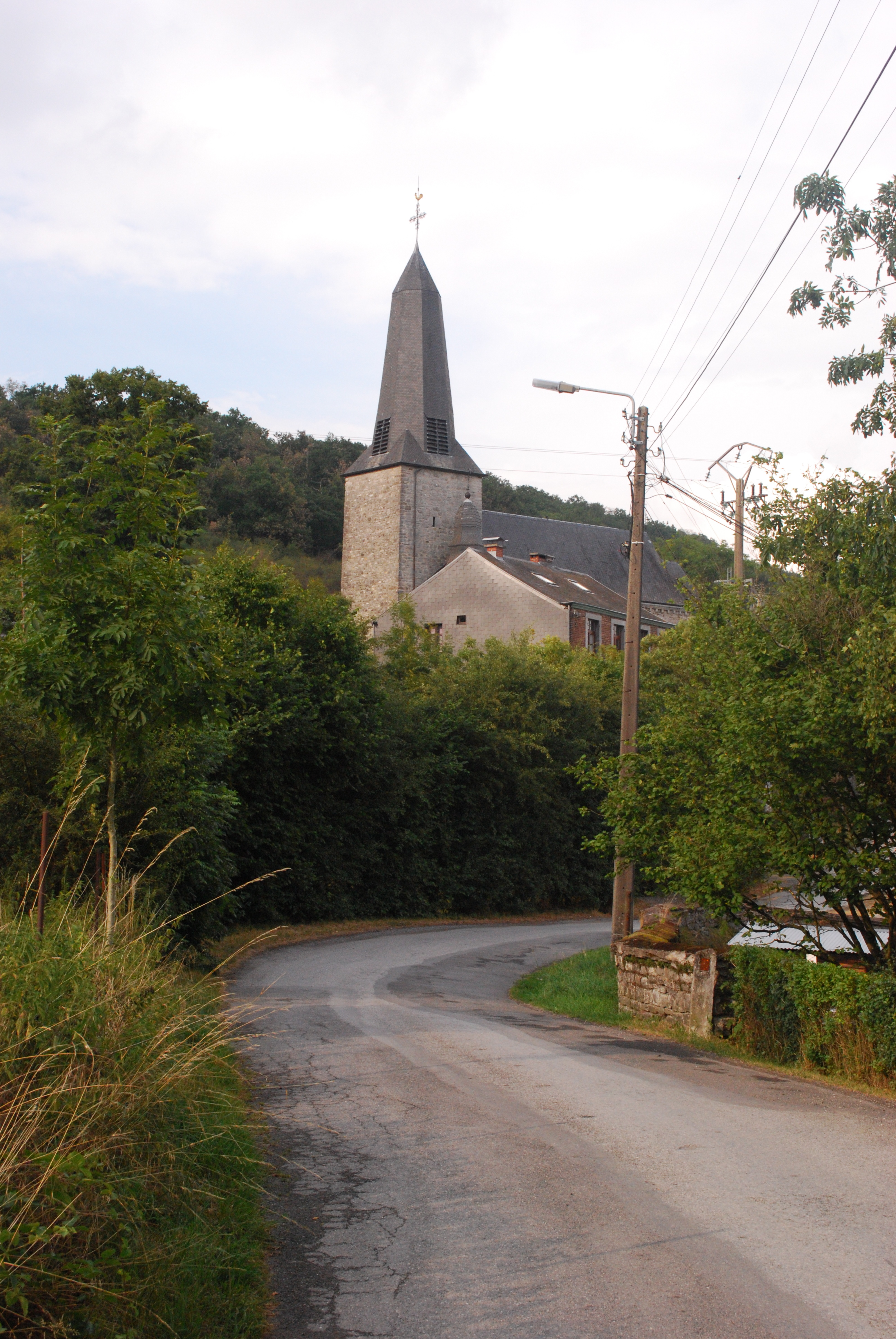
Église Sainte-Marguerite

- de Église Sainte-Marguerite

Deelgemeenten: Barvaux · Bende · Bomal · Borlon · Durbuy · Grandhan · Heyd · Izier · Septon · Tohogne · Villers-Sainte-Gertrude · Wéris

Overige plaatsen: Aisne · Bohon · Grande Enneille· Herbet · Hermanne · Houmart · Juzaine · Longueville · Morville · Oneux · Oppagne · Ozo · Palenge · Pas-Bayard · Petite Enneille · Petite-Somme · Petithan · Rome · Verlaine-sur-Ourthe · Warre

Belgische gemeenten · Arrondissement Marche-en-Famenne · Luxemburg · Wallonië